# Ossi-Petteri Grönholm
Ossi-Petteri Grönholm (* 17. September 1981 in Kotka) ist ein finnischer Eishockeyspieler, der seit 2011 bei HPK Hämeenlinna in der SM-liiga unter Vertrag steht. 

## Karriere
Ossi-Petteri Grönholm begann seine Karriere als Eishockeyspieler bei den Pelicans Lahti, für die er von 2001 bis 2004 insgesamt drei Jahre lang in der SM-liiga spielte. Anschließend wechselte der Verteidiger zu deren Ligarivalen SaiPa Lappeenranta, für die er bis 2008 aktiv war. In seiner letzten Spielzeit bei SaiPa stand er zudem auch für den Frölunda HC aus der schwedischen Elitserien auf dem Eis. Vor der Saison 2008/09 erhielt Grönholm schließlich einen Vertrag beim amtierenden finnischen Meister Kärpät Oulu, mit dem er an der Gruppenphase der Champions Hockey League teilnahm, in der der Verteidiger drei Mal zum Einsatz kam und mit dem er in der Saison 2008/09 Vize-Meister wurde. 
Nach eineinhalb Jahren verließ Grönholm Kärpät Oulu und schloss sich im Januar 2010 dem Brynäs IF aus der Elitserien an. Die Saison 2010/11 verbrachte er bei den Malmö Redhawks aus der HockeyAllsvenskan, der zweiten schwedischen Spielklasse. Zur Saison 2011/12 wurde er von HPK Hämeenlinna aus der SM-liiga verpflichtet. 

## Erfolge und Auszeichnungen
- 2009 Finnischer Vizemeister mit Kärpät Oulu

## Statistik
(Stand: Ende der Saison 2010/11)